# Dany Cure
 Dany José Cure Correa (Machiques, Venezuela; 7 de abril de 1990) es un futbolista venezolano que juega como delantero en Titanes Fútbol Club de la Segunda División de Venezuela. 
Debutó como jugador profesional en 2011 con Llaneros de Guanare. Se caracteriza como jugador por su velocidad, agilidad y desborde en duelos mano a mano.
El 29 de diciembre de 2012 firma un contrato que lo une con el Caracas FC hasta diciembre de 2015 ha participado en torneos internacionales como la Copa Libertadores y la Copa Sudamericana. 
En los 3 equipos que ha jugado, ha marcado un total de 20 goles (2 en torneos internacionales y 18 en torneos nacionales).
Fue convocado por el técnico interino Manuel Plasencia para la selección Nacional para el amistoso contra Honduras el 5 de marzo de 2014 ingresando al minuto 65’ por Fernando Aristeguieta.
Actualmente su representante es el grupo MANENTISPORTS, quienes también representan a técnicos como Javier Torrente, Hernán Lisi, Ángel Guillermo Hoyos, entre otros.

## Clubes
| Club                | País      | Año           | Partidos Jugados | Goles |
| ------------------- | --------- | ------------- | ---------------- | ----- |
| Real Bolívar COL    | Venezuela | 2010 - 2011   | 29               | 12    |
| Llaneros de Guanare | Venezuela | 2011 - 2013   | 43               | 7     |
| Caracas             | Venezuela | 2013 - 2015   | 80               | 9     |
| Carabobo            | Venezuela | 2015          | 17               | 4     |
| Once Caldas         | Colombia  | 2016 - 2017   | 41               | 3     |
| Rionegro Águilas    | Colombia  | 2017          | 10               | 0     |
| Zulia               | Venezuela | 2018          | 39               | 9     |
| The Strongest       | Bolivia   | 2019          | 20               | 5     |
| Central Córdoba     | Argentina | 2020          | 5                | 1     |
| Boston River        | Uruguay   | 2020          | 1                | 0     |
| Deportivo La Guaira | Venezuela | 2021          | 16               | 3     |
| Portuguesa F. C.    | Venezuela | 2022          | 13               | 0     |
| Titanes Fútbol Club | Venezuela | 2023-presente | ?                | ?     |

## Palmarés

### Campeonato Nacionales
| Título         | Club       | País      | Año  |
| -------------- | ---------- | --------- | ---- |
| Copa Venezuela | Caracas FC | Venezuela | 2013 |
| Copa Venezuela | Zulia FC   | Venezuela | 2018 |

- Datos: Q10877871